# وینترهاوزن
وینترهاوزن (به آلمانی: Winterhausen) یک منطقهٔ مسکونی در آلمان است که در Würzburg واقع شده‌است.